# Souissi
Souissi (arabiska: السويس ي) är ett arrondissement i Marockos huvudstad Rabat. Antalet invånare var 23 366 vid folkräkningen 2014.